# Alma (rivier)
De Alma (Oekraïens en Russisch: Альма, Krim-Tataars: Alma) is een rivier in de Krim in Oekraïne. De rivier heeft een lengte van ongeveer 83 kilometer en een stroomgebied van 635 km². Het debiet bedraagt gemiddeld 1,2 m³/sec. en de jaarlijkse afvoer bedraagt gemiddeld 37,5 miljoen m³. De naam komt uit het Krim-Tataars en betekent "appel". Langs de oevers bevinden zich namelijk een aantal appelboomgaarden.
De Alma ontstaat op de noordelijke hellingen van het massief Baboegan-jajla in het district Aloesjtinski, alwaar deze ontstaat uit de samenvloeiing van het riviertje Baboeganka en het beekje Sary-Soe. Na de districten Bachtsjysarajski en Simferopolski te hebben doorstroomd stroomt de Alma halverwege Jevpatoria en Sebastopol uit in de Kalamitabaai van de Zwarte Zee.
De bovenloop vormt onderdeel van het natuurreservaat Krimski prirodni zapovednik. Hier komt veel beekforel voor. Een van de zijriviertjes die de rivier hier opneemt is de Savloech-Soe, waarvan het water een helende werking wordt toegedacht naar aanleiding van een heiligenverhaal over Cosmas en Damianus. Later werd hier een orthodox klooster gebouwd dat gewijd is aan beide heiligen. Voorbij de instroom van de Savloech-Soe wordt de rivier gekenmerkt door veel keien en neemt vervolgens een aantal bergriviertjes op, zoals de Soechaja Alma van linkerzijde en de Kosa en de Mavlja van rechterzijde. Nabij het dorpje Kasjtanovoje, waar vroeger het huis van gouverneur A.M. Borozdin stond, waar Aleksandr Gribojedov in 1825 verbleef, werd in 1966 het Partizanenbekken aangelegd met een capaciteit van 34,4 miljoen m³. Dit bekken vormt een belangrijke leverancier van drinkwater aan Simferopol en omliggende dorpen. In het dal tussen twee uitlopers van het Krimgebergte nabij het dorpje Potsjtovoje stroomt de grootste zijrivier, de Bodrak (17 km) in. Vlak bij deze plek werd in 1924 het Almabekken (vroeger Bazar-Dzjilga genoemd) aangelegd van 6,2 miljoen m³. Vlak voor de rivier de Kalamitabaai bereikt, ontvangt ze nog enkele kleine riviertjes, zoals de Eski-Kysjlav en de Sakav.
Bij de rivier versloegen de gezamenlijke Britse, Franse en Ottomaanse legers op 20 september 1854 het Russische leger onder leiding van de Russische generaal Mensjikov. Deze Slag aan de Alma was de eerste slag van de Krimoorlog. De Fransen vierden de overwinning onder andere door de bouw van de Pont de l'Alma over de Seine in Parijs. In 1894 werd door de Franse astronoom Guillaume Bigourdan de planetoïde (390) Alma naar de rivier vernoemd.

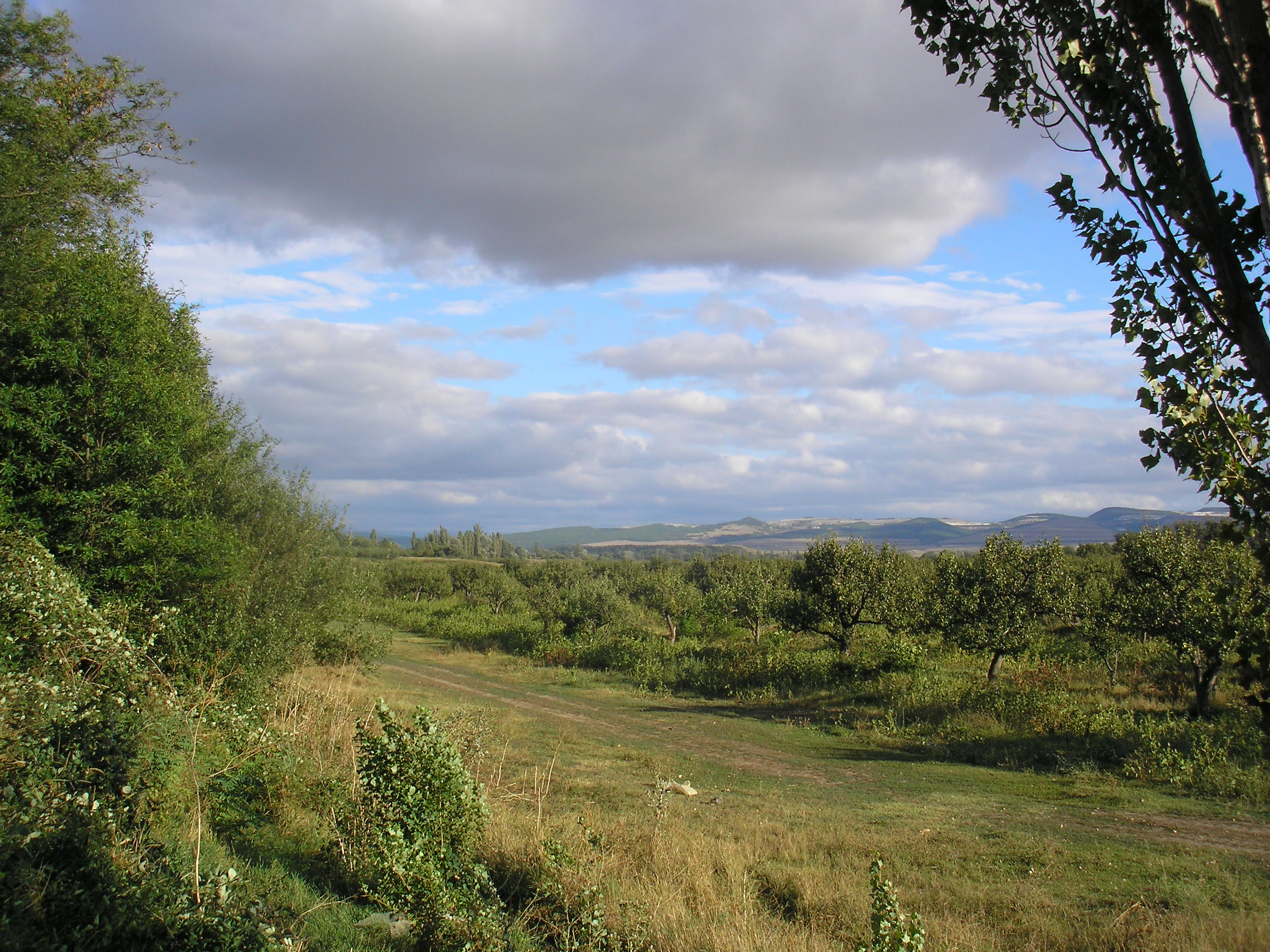
Gezicht over het dal van de Alma